# Laeva
Laeva – wieś w Estonii, w prowincji Tartu, ośrodek gminy Laeva.